# 戸次親繁
戸次 親繁（べっき ちかしげ、生年不詳 - 永禄10年9月3日（1567年10月5日）)は、戦国時代の武将。豊後国大友氏の家臣。通称は刑部少輔。実父は戸次親延、養父は戸次親就（刑部少輔）。兄弟姉妹に戸次親宗（治部少輔）、小野鎮幸の妻（立花道雪養女）、沓掛平左衛門鎮昌の妻。妻は戸次親家の娘（臼杵鑑速の養女）。子は戸次鎮時（刑部少輔）、立花鎮実（右衛門太夫）、立花鑑貞（弾正忠）。

## 生涯
豊後大友氏の家臣・戸次親延の子として誕生。
天文20年（1551年）、肥前国小坂の戦いにおいて父・親延が戦死すると、家督は叔父の戸次親就が継ぎ、親繁は親就の養子となり、後にその家督を継いだ。
大友軍の将として弟の親宗と共に戸次鑑連に従って、永禄年間の門司合戦や高橋鑑種の居城・宝満山城攻略戦などに参戦した。
永禄10年9月3日（1567年10月5日）の休松の戦いにおいて戦死する。親繁の死後、戸次鑑連（後の立花道雪）が立花氏の名跡を相続すると。長男の鎮時は戸次鎮連の家臣として藤北（現在の大分県豊後大野市）に残留し、立花鎮実（右衛門太夫）、立花鑑貞（弾正忠）は立花氏家臣となる。